# Елвдален
Елвдален (на шведски: Älvdalen) е малък град в централна Швеция, лен Даларна. Главен административен център на едноименната община Елвдален. Разположен е около река Естердалелвен. Намира се на около 300 km на северозапад от столицата Стокхолм и на около 100 km на северозапад от Фалун. Има крайна жп гара. Населението на града е 1810 жители според данни от преброяването през 2010 г.